# Успение Богородично (Ботевград)
„Успение на Пресвета Богородица“ е православна църква в Ботевград, България.

## История
Първата копка на храма е направена на 4 май 2005 г. с благословията на Ловчанския митрополит Гавриил, а е тържествено открит и осветен на 23 юни 2007 г. Застроената площ е 350 m.
Проектът е на архитект Даниела Арбова. Във вътрешното пространство на храма могат да се поберат над 200 души. Сградата на църквата се отличава с изящество и строг облик. Тя се състои от три свързани помежду си части: притвор, наос и олтар.
Композицията на входната врата е изпълнена по специален проект на проф. Димитър Заимов на около 20 m притворът е на едно ниво и е затворен. В него се намират свещопродавница с магазин за икони и църковна книжнина, клисарница и аналой за палене на свещи. След притвора се влиза в централната част, наречена наос. На второ ниво, което е достъпно само за хористите и храмовия председател се намира вътрешен балкон. От него самостоятелна стълба води до камбанарията, където са монтирани три камбани с тегло съответно – 130, 90 и 60 kg. Изработени са в Гърция.
Същинската част на църквата е смесен тип между кръстокуполна и базиликална. Куполът символизиращ небето се крепи на барабан, стъпил на 4 пандатива. На купола е изографисан Вседържателят.
В купола и подкуполните пространства на църквата, творчески екип от художници с ръководител Владимир Аврамов са изографисали цялото битие-вселена, човек и история на Неговото спасение.
В центъра на олтара се намира светият престол. В специална ниша в него са вградени мощите на Свети Поликарп Смирненски.
Майстор на иконостаса е Матей Павлов, който е изработен с дълбока, ажурна дърворезба. Най-високата му част завършва с кръст, върху който са монтирани 150 червени бижутерийно обработени камъни от чешки кристал.